# Itapiranga (Santa Catarina)
Itapiranga – miasto i gmina w Brazylii, w stanie Santa Catarina. Znajduje się w mezoregionie Oeste Catarinense i mikroregionie São Miguel do Oeste.